# António Egas Moniz
António Caetano de Abreu Freire Egas Moniz, nascido António Caetano de Abreu Freire de Resende, conhecido popularmente como António Egas Moniz GCSE • GCB (Avanca, Estarreja, 29 de novembro de 1874 — São Sebastião da Pedreira, Lisboa, 13 de dezembro de 1955) foi um médico, neurocirurgião, pesquisador, professor, político e escritor português.
Responsável pelo desenvolvimento da arteriografia, ou angiografia cerebral em 1927, descoberta que revolucionou a medicina e a neurocirurgia, permitindo o diagnóstico dos tumores cerebrais e o diagnóstico e tratamento do aneurisma cerebral e da MAV (malformação arteriovenosa). Foi três vezes indicado ao prémio Nobel por esta descoberta (1928, 1929, 1930). Inventor do procedimento neurocirúrgico denominado  leucotomia pré-frontal, também conhecido como lobotomia, que possibilitou o surgimento da psicocirurgia, por esta última descoberta foi galardoado com o Nobel de Fisiologia ou Medicina em 1949, partilhado com o fisiologista suíço Walter Rudolf Hess. 
José Saramago, Carlos Filipe Ximenes Belo, José Ramos-Horta e António Egas Moniz são os únicos lusófonos detentores de Prémios Nobel.

## Biografia

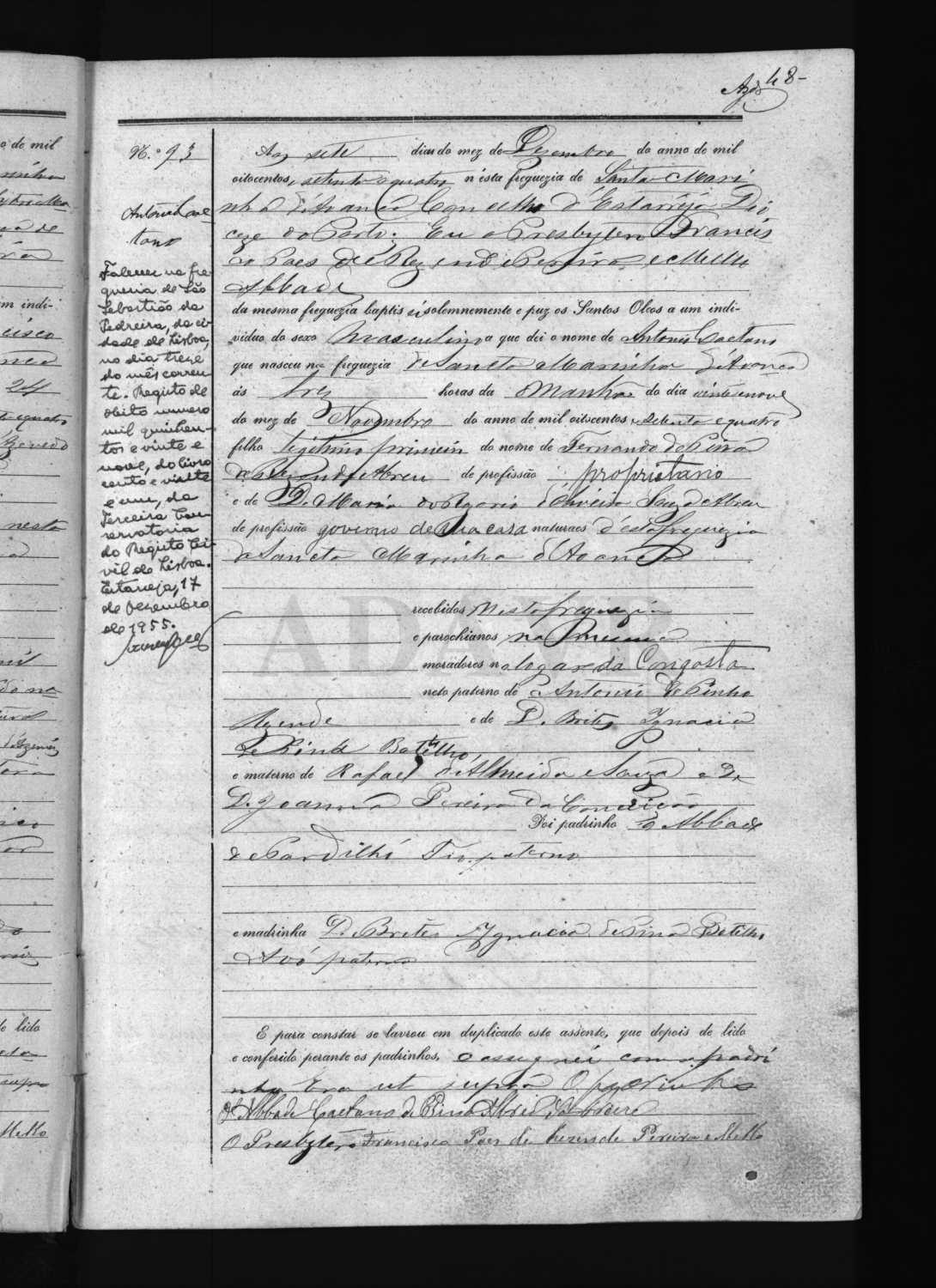
Registo de batismo de Egas Moniz, em depósito no Arquivo Distrital de Aveiro.

Nascido António Caetano de Abreu Freire de Resende, a 29 de novembro de 1874, na freguesia de Avanca, concelho de Estarreja, no seio de uma família aristocrata rural, era filho único de Fernando de Pina de Resende de Abreu Freire (Idanha-a-Nova, Idanha-a-Nova, 15 de abril de 1828 - Lourenço Marques, 29 de março de 1890) e de sua mulher Maria do Rosário de Oliveira de Almeida e Sousa (Anadia, Vilarinho do Bairro, 19 de junho de 1840 - Estarreja, Pardilhó, 19 de novembro de 1896).
O seu tio paterno e padrinho, o padre Caetano de Pina Resende Abreu e Sá Freire, insistiu que adoptasse o apelido Egas Moniz, em virtude de estar convencido de que a família Resende descenderia em linha directa de Egas Moniz, o aio de Dom Afonso Henriques.
Em Lobão da Beira conheceu Elvira de Macedo Dias (Rio de Janeiro, Sacramento, 14 de julho de 1884 - 1965), filha de José Joaquim Dias e de sua mulher Matilde Flora de Macedo, com quem se casou a 7 de fevereiro de 1901, em Canas de Sabugosa. O casal não teve filhos. Era cunhado da feminista Estefânia de Macedo Dias Macieira, casada com o advogado e político António Macieira.
A 14 de março de 1939, aos 64 anos, sofreu um atentado no seu consultório, por parte de um doente mental, engenheiro agrónomo de 28 anos, que, no culminar de uma crise de paranóia, o alvejou com oito tiros, dos quais cinco o atingiram na mão direita, no tórax e na coluna vertebral. Foram-lhe retiradas três balas, mas uma ficou alojada na coluna dorsal. Apesar da gravidade dos ferimentos, Egas Moniz recuperou por completo, sem qualquer sequela física, ao contrário do que algumas vezes se tem escrito.
Faleceu aos 81 anos, na sua residência, em Lisboa, freguesia de São Sebastião da Pedreira, no prédio número 73 da Avenida Cinco de Outubro, vítima de anemia aguda. Encontra-se sepultado na sua terra natal, no cemitério de Avanca, em Estarreja.

### Formação e atividade académica

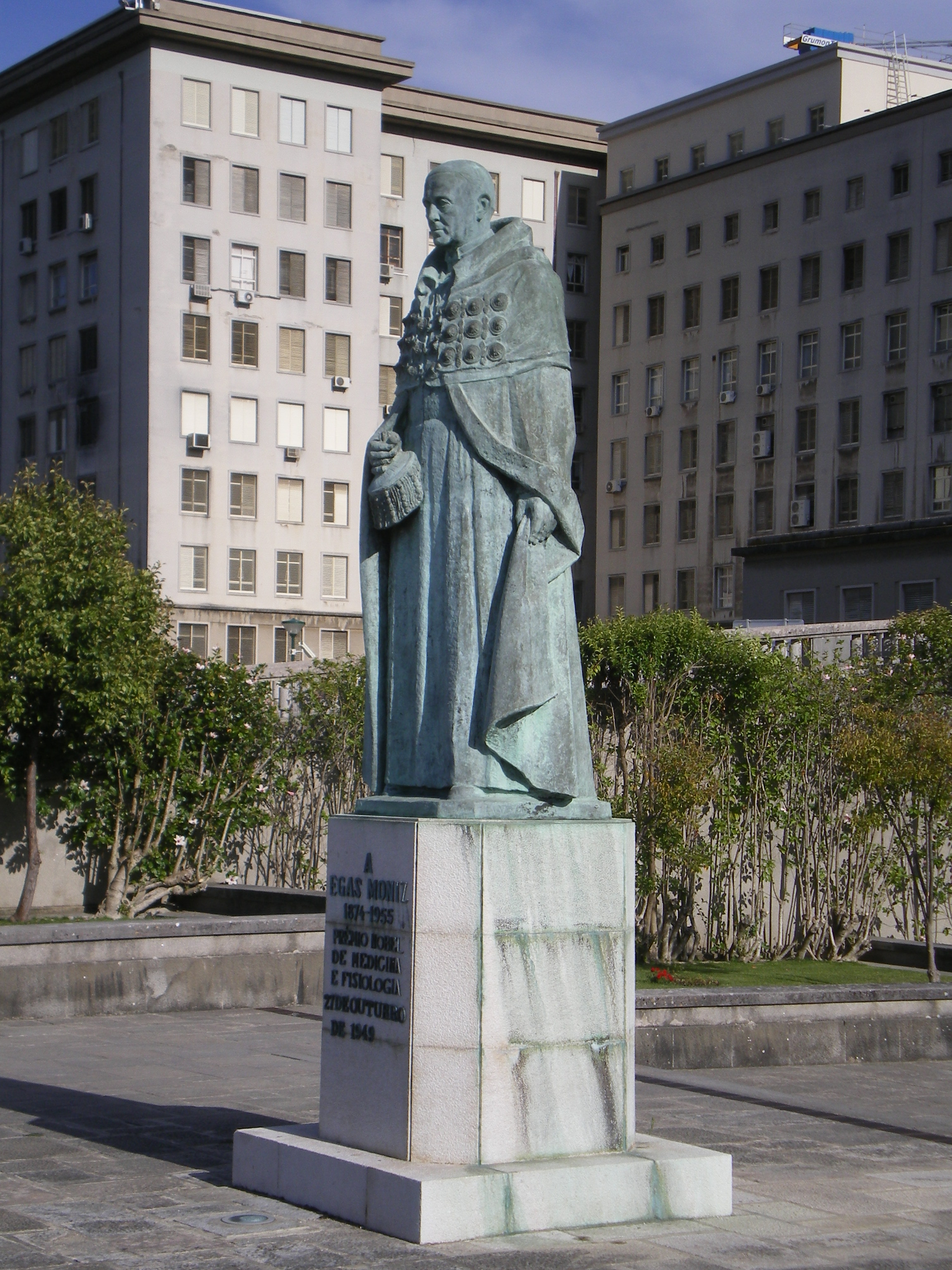
Estátua de Egas Moniz, por Euclides Vaz, frente à Faculdade de Medicina da Universidade de Lisboa e Hospital de Santa Maria.

Completou a instrução primária na Escola do Padre José Ramos, em Pardilhó, e o Curso Liceal no Colégio de S. Fiel, dos Jesuítas, em Louriçal do Campo, concelho de Castelo Branco. Formou-se em Medicina na Universidade de Coimbra, onde começou por ser lente substituto, leccionando anatomia e fisiologia. Em 1911 foi transferido para a recém-criada Faculdade de Medicina da Universidade de Lisboa onde foi ocupar a cátedra de neurologia como professor catedrático. Jubilou-se em 1944.
Em 1950 é fundado, no Hospital Júlio de Matos, o Centro de Estudos Egas Moniz, do qual é presidente. O Centro de Estudos é, em 1957, transferido para o serviço de Neurologia do Hospital de Santa Maria onde existe ainda hoje compreendendo, entre outros, o Museu Egas Moniz (onde se encontra uma restituição do seu gabinete de trabalho com as peças originais, vários manuscritos, entre outros).
Egas Moniz contribuiu decisivamente para o desenvolvimento da medicina ao conseguir pela primeira vez dar visibilidade às artérias do cérebro. A Angiografia Cerebral, que descobriu após longas experiências com raios X, tornou possível localizar neoplasias, aneurismas, hemorragias e outras mal-formações no cérebro humano e abriu novos caminhos para a cirurgia cerebral.
A 5 de Outubro de 1928 foi agraciado com a Grã-Cruz da Ordem de Benemerência e a 3 de Março de 1945 com a Grã-Cruz da Antiga, Nobilíssima e Esclarecida Ordem Militar de Sant'Iago da Espada, do Mérito Científico, Literário e Artístico.

### Atividade política e literária
Egas Moniz teve também papel ativo na vida política. Foi fundador do Partido Republicano Centrista, dissidência do Partido Evolucionista; apoiou o breve regime de Sidónio Pais, durante o qual exerceu as funções de Embaixador de Portugal em Madrid (1917) e Ministro dos Negócios Estrangeiros (1918); viu entretanto o seu partido fundir-se com o Partido Sidonista. Foi ainda um notável escritor e autor de uma notável obra literária, de onde se destacam as obras "A nossa casa" e "Confidências de um investigador científico". É também autor de um notável ensaio de crítica literária, "Júlio Dinis e a sua obra" (1924), onde demonstra que o escritor Júlio Dinis se inspirou em personagens reais oriundas de Ovar na criação das figuras principais dos seus romances "A Morgadinha dos Canaviais" e "Pupilas do Senhor Reitor". Egas Moniz também escreveu sobre pintura e reuniu uma notável colecção de pintura naturalista, atualmente aberta ao público na Casa-Museu Egas Moniz, em Estarreja, onde se destacam obras de Silva Porto, José Malhoa e Carlos António Rodrigues dos Reis, além de peças de louça, prata e mobiliário de variada proveniência, testemunho o seu grande interesse e apurado gosto pelas artes plásticas e decorativas.

### Pacientes famosos
Fernando Pessoa, consultou-o em 1907, queixando-se de neurastenia e de medo de enlouquecer, à semelhança de Dionísia, a sua avó paterna. Egas Moniz, não lhe encontrando nada de anormal, recomendou-lhe aulas de ginástica sueca com Luís Furtado Coelho, treinador pessoal do infante D. Manuel. 
"Para ser cadáver, só me faltava morrer. Em menos de três meses e três lições por semana, Furtado Lima pôs-me em tal estado de transformação que, diga-se com modéstia, ainda hoje existo — com vantagem para a civilização europeia, não me compete a mim dizer.", diria Pessoa mais tarde.
Também Mário de Sá-Carneiro consultou Egas Moniz, queixando-se de sofrer de desdobramento físico e psicológico. Egas Moniz lembrou-se então de um poema que lera e que descrevia aquele estado. E, surpreendentemente, respondeu-lhe Sá-Carneiro ser ele precisamente o autor desse poema. Egas Moniz confidenciaria a um aluno seu que o poema denotava ter sido escrito por um esquizofrénico.

## Obra

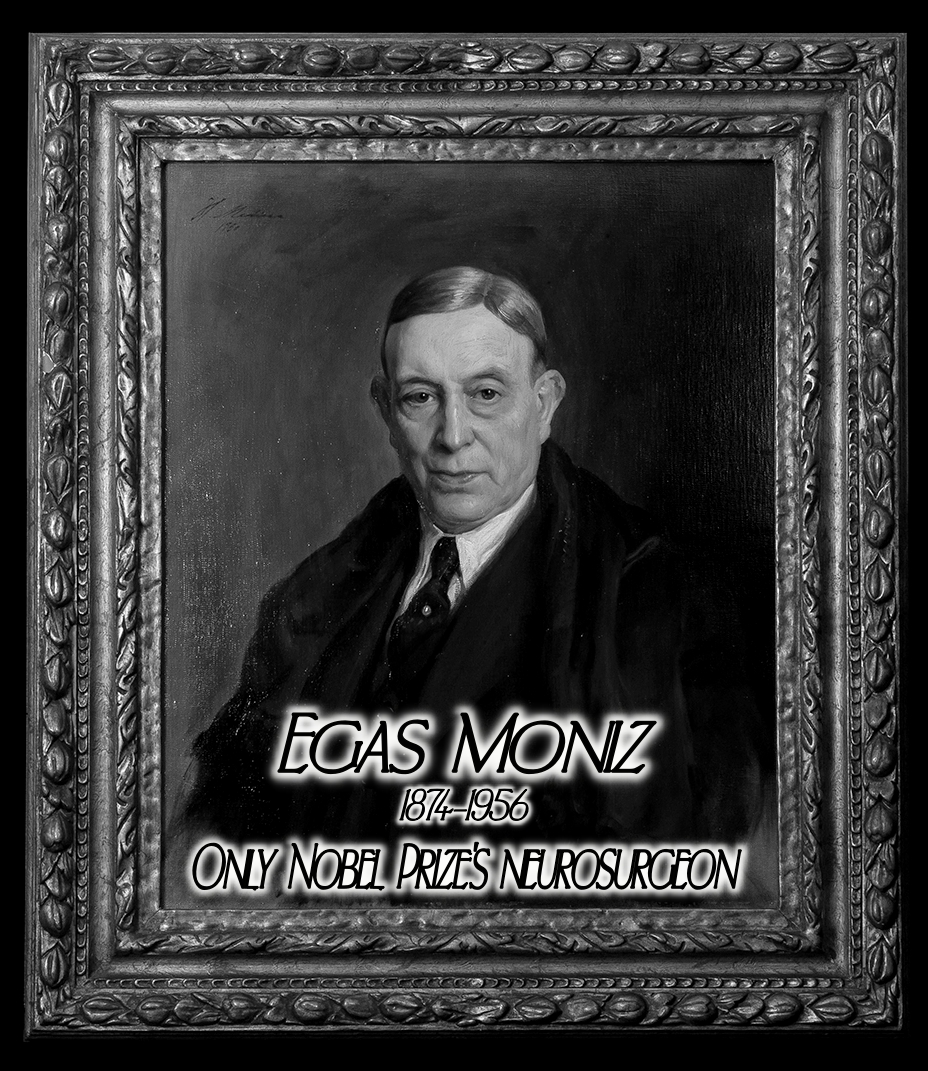
Inventor da arteriografia em 1927, que permitiu o diagnóstico de tumores, aneurismas, malformações artério-venosas e traumas do crânio.

### Atividade científica
Como investigador, Egas Moniz, contando com a preciosa colaboração de Pedro Almeida Lima, gizou duas técnicas: a leucotomia pré-frontal e a angiografia cerebral. Deve-se ainda a este autor a descrição do trajeto da artéria carótida interna no interior do osso temporal, tomando o mesmo a designação de Sifão carotídeo ou Sifão de Egas Moniz.

### Prémio Nobel
António Egas Moniz foi proposto cinco vezes (1928, 1933, 1937, 1944, 1949 e 1950) ao Nobel de Fisiologia ou Medicina, sendo galardoado em 1949. Segundo a Nobel Prize Organization, o prémio foi atribuído pela sua descoberta no valor terapêutico da lecotomia (ou lobotomia) em certas psicoses.

## Controvérsias

#### A Controvérsia da Lobotomia
O legado de Egas Moniz é inseparável da controvérsia associada à lobotomia, técnica que desenvolveu em colaboração com o neurocirurgião Almeida Lima. Inicialmente celebrada como uma inovação no tratamento de distúrbios mentais, a lobotomia envolvia a remoção de partes do cérebro como forma de tratar condições psiquiátricas.

#### Ética e Eficácia
A prática da lobotomia gerou considerável debate ético ao longo do tempo. Questionamentos surgiram quanto à eficácia do procedimento, com resultados muitas vezes sendo temporários e acompanhados por efeitos colaterais adversos, como mudanças de personalidade e perda de função cognitiva.

#### Consentimento Informado
A questão do consentimento informado também é levantada, pois em muitos casos, pacientes e suas famílias podem não ter sido devidamente informados sobre os riscos e as consequências da lobotomia.

#### Declínio da Popularidade
À medida que avanços em psicofarmacologia e outras terapias menos invasivas surgiram, a lobotomia perdeu aceitação médica. O declínio da popularidade da técnica também trouxe críticas retrospetivas sobre a sua aplicação.

#### Legado e Avaliação Crítica
O legado de António Egas Moniz é, portanto, complexo. Enquanto as suas contribuições para a medicina são inegáveis, a controvérsia em torno da lobotomia levanta questões éticas e destaca o constante desenvolvimento da prática médica.

Ao discutir António Egas Moniz, é essencial apresentar uma visão equilibrada, destacando as suas realizações médicas, enquanto se reconhecem as controvérsias associadas à lobotomia. As informações devem ser fundamentadas em fontes confiáveis, garantindo que a narrativa seja precisa e imparcial.

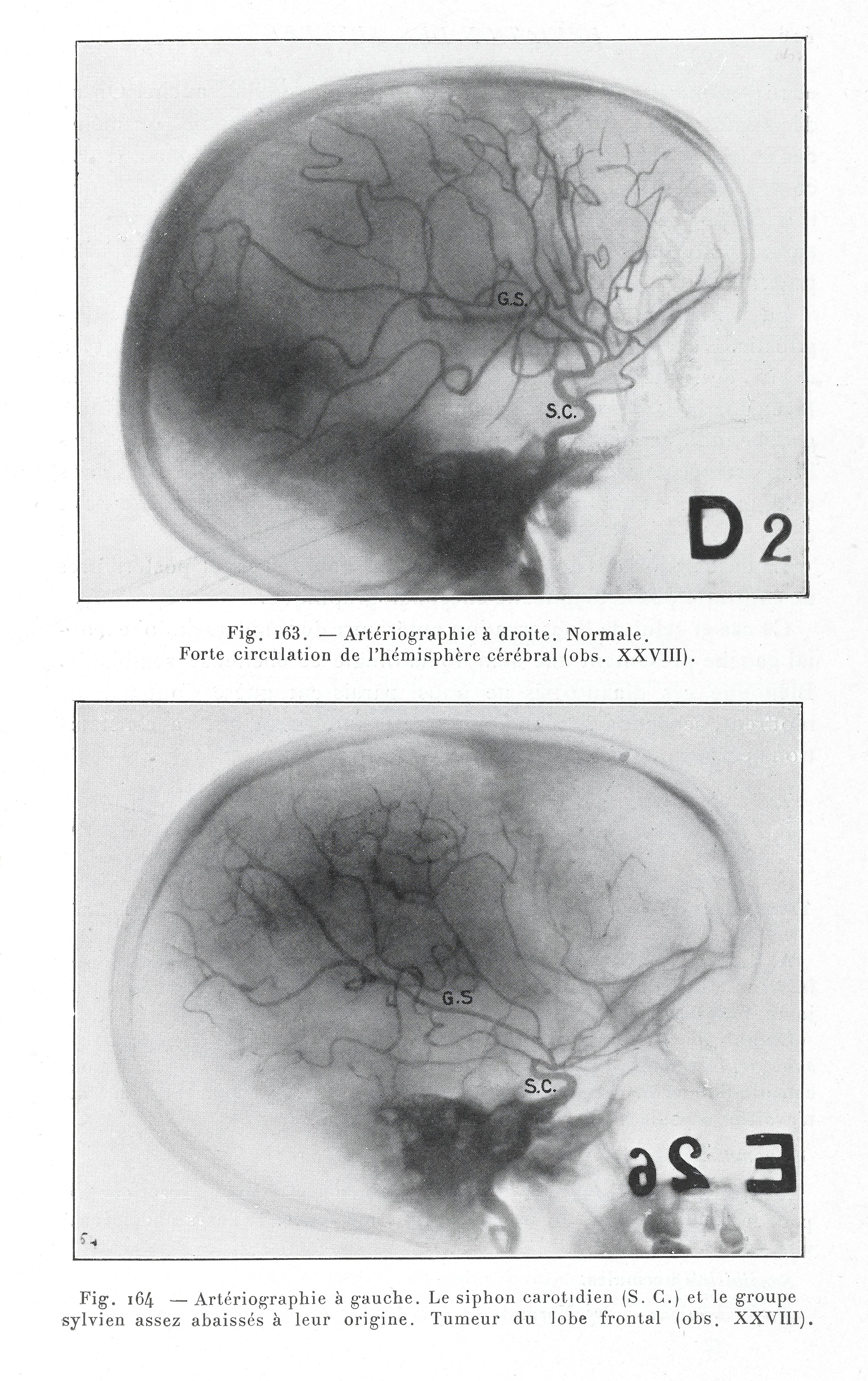
Primeira arteriografia publicada num artigo científico de 1931, mas desde 1927 que o Dr. Egas Moniz já a praticava tanto em Portugal como no Brasil.

## Publicações
- Alterações anátomo-patológicas na  difteria, Coimbra,  1900.
- A vida sexual (fisiologia e patologia), 19 edições, Coimbra,  1901.
- A neurologia na guerra, Lisboa,  1917.
- Um ano de política, Lisboa,  1920.
- Júlio Diniz e a sua obra,  6 edições, Lisboa, 1924.
- O Padre Faria na história do hipnotismo, Lisboa, 1925.
- Diagnostic des tumeurs cérébrales et épreuve de  l'encéphalographie artérielle,  Paris, 1931.
- L'angiographie cérébrale, ses applications et  résultats en anatomic, physiologie te clinique, Paris, 1934.
- Tentatives opératoires dans le traitement de certaines  psychoses, Paris, 1936.
- La leucotomie préfrontale. Traitement chirurgical de certaines psychoses, Turim, 1937.
- Clinica dell'angiografia cerebrale, Turim, 1938.
- Die cerebrale Arteriographie und Phlebographie, Berlin, 1940.
- Ao lado da medicina, Lisboa,  1940.
- Trombosis y otras obstrucciones de las carótidas, Barcelona,  1941.
- História das cartas de jogar, Lisboa, 1942.
- Como cheguei a realizar a leucotomia pré-frontal, Lisboa, 1948.
- Die präfrontale Leukotomie,  Archiv für Psychiatrie und Nervenkrankheiten, 1949.

## Bibliografia

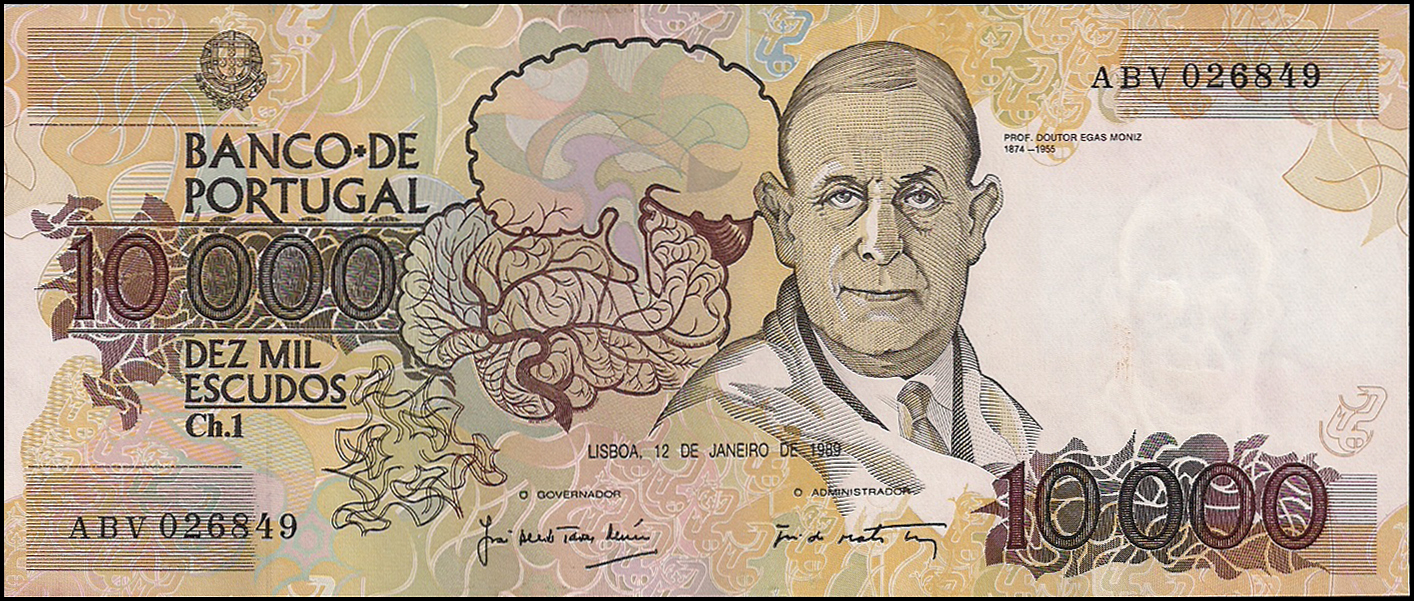
Em 1989 o governo de Portugal homenageou o Dr. António Egas Moniz com uma nota comemorativa de 10 000 escudos.